# The Fleet That Came to Stay
The Fleet That Came to Stay – amerykański propagandowy film dokumentalny z 1945 w reżyserii Budda Boettichera, wyprodukowany przez Marynarkę Wojenną Stanów Zjednoczonych opowiadający o zaangażowaniu US Navy w bitwie o japońską wyspę Okinawa w ramach wojny toczonej na Pacyfiku w czasie II wojny światowej.
Film kładzie szczególny nacisk na walkę amerykańskiej artylerii przeciwlotniczej z japońskimi pilotami kamikaze – bardzo aktywnymi podczas bitwy o Okinawę.